# Любчак, Сергей Юрьевич
Серге́й Ю́рьевич Любча́к (укр. Сергій Юрійович Любчак; 15 апреля 1986, Одесса, УССР) — украинский футболист, защитник

## Игровая карьера
Воспитанник СДЮСШОР «Черноморец», где занимался под руководством Савелия Тимофеевича Семёнова, а затем Александра Козлова. Первой профессиональной командой Любчака была белоцерковская «Рось». Пополнив её ряды, футболист получил серьёзную травму, поэтому за белоцерковский клуб сыграл всего 3 матча.
Полученную в Белой Церкви травму лечил в Одессе, где получил предложение от Юрия Кулиша и Валентина Стрижакова пройти просмотр в кишиневской «Академии УТМ». В клубе Игоря Добровольского Любчак провёл три с половиной сезона.
В 2011 году перешёл в команду высшей белорусской лиги «Торпедо-БелАЗ» (Жодино). В этом коллективе у футболиста не заладились отношения с главным тренером, и по окончании осенней части чемпионата футболист вернулся на Украину. Находясь в Одессе, Любчак позвонил Геннадию Щекотилину и через него предложил свои услуги местной ФК «Одесса». Тренерский штаб во главе с Андреем Пархоменко оценил возможности футболиста и он заключил контракт. В этой команде защитник провёл год, сыграв в 34 матчах первой лиги.
Далее играл в клубах «Тирасполь», «УкрАгроКом» и «Горняк» (Кривой Рог). В 2015 году защищал цвета грузинского ФК «Чихура», ставшего пятым в «Умаглеси-лиге». За этот клуб провёл 12 поединков.
Летом 2015 года заключил контракт с МФК «Николаев».